# Didul
Didul (dannet af didaktisk + modul) er en teknisk term for programmeret undervisning, som stammer fra en kongres i Berlin i 1963. Ordet beskriver den undervisningsenhed der består af: 1) Stimulans; 2) Respons (svarkrav på opgave); 3) Feedback (til eleven).
Et undervisningsprogram er en samling af informationer, instruerede opgaver og svar, og omhandler ofte et emne af større eller mindre omfang. Det består af flere separate enheder, oprindeligt refereret til som diduler.

## Pædagogik

### Information
Information i et didul bestræbes på at være meget afgrænset omkring et bestemt emne, for at informationen for eleven er til at overskue. Information i denne sammenhæng kan være tekst, billeder. Alt afhængigt af de tekniske krav kan lyd, video, praktiske eksempler og rekvisitter også anvendes.
Lyd har i flere år været brugt i form af bånd typisk til sprogkurser. Video i form af smalfilm, videofilm, animationer på computeren. Praktiske eksempler i form af f.eks. små svejsemodeller, landkort ol. Rekvisitter i form af materialeprøver, terninger, gafler eller hvad emnet nu handler om.

### Opgaver
Opgaver i et didul er oftest et krav om at svare på et efterfølgende spørgsmål, og kan indebære at skrive et ord, formulere en sætning, eller vælge en løsning ud fra et antal givne muligheder. Det kan også være at udføre en praktisk opgave så som at sætte et netværk op, lime træ sammen eller indtale en sætning.
Målet med opgaverne er at udfordre eleven, og få eleven til at reflektere over informationerne. Eleven motiveres i form af positiv feedback.

### Feedback
Opgavernes løsning kan findes i materialet, enten i en facitliste eller umiddelbart efter. Facit kan være uddybet med en forklaring. Hvis programudvikleren har forudset nogle forkerte eller alternative svar bør det forklares hvorfor disse er forkerte og evt. en henvisning til den side hvor den tilhørende informationen kan findes. Feedback for opgaven kan også indeholde opmuntring til eleven enten i form af skriftlig opmuntring, eller anden form for belønning. 

## Psykologisk og Pædagogik baggrund
Programmeret undervisning eller læring var meget moderne under og efter 2. verdenskrig, til effektiv træning af soldater og bygger primært på studier i behaviorisme (på da.: opførsels- eller adfærdspsykologi).
En af de mere kendte psykologer i denne retning var Burrhus Frederic Skinner (1904-1990) fra USA. Han skrev flere bøger og definerede blandt andet begrebet "Adfærdsindlæring" som: "En opførsel, der forårsager en positiv oplevelse, resulterer i en øget sandsynlighed for at denne opførsel gentages i fremtiden." Skinner var med til at etablere "Behaviorism and Programmed Instruction movement". Hans principper blev fundamentet for den ”klassiske” programmerede undervisning, som var en samling informationer og instruktioner med en klart defineret mål. Dertil hørte desuden spørgsmål med tilhørende facit og forklaring.
Norman Crowder udviklede I 1958 en ny type af programmeret undervisning kaldet forgrenede programmer. Skinners opbygning af programmer var en lineær sekvens af information. Crowder formåede ved hjælp af multiple choice spørgsmål at give mulighed for at differentiere og nuancere informationerne for eleven. På den måde kunne eleven få ekstra information hvis der er noget man ikke vidste. Ligeledes kunne man lave opgaverne så en dygtig elev havde mulighed for at springe dele af programmet over og hurtigt komme til mere udfordrende materiale og opgaver. Det giver mulighed for meget avancerede programmer der tilgodeser både den svage, den gennemsnitlige og den dygtige elev på samme tid.
Der er to forskellige måder at opbygge opgavesekvenserne ved eksempler og teori, der kan sidestilles med induktiv og deduktiv opbygning.
Den ene metode begynder med teori eller regler, og går derefter videre med eksempler. I modsætning hertil startes der med eksempler og derefter konkluderes der med teori og regler.